# Lindemans

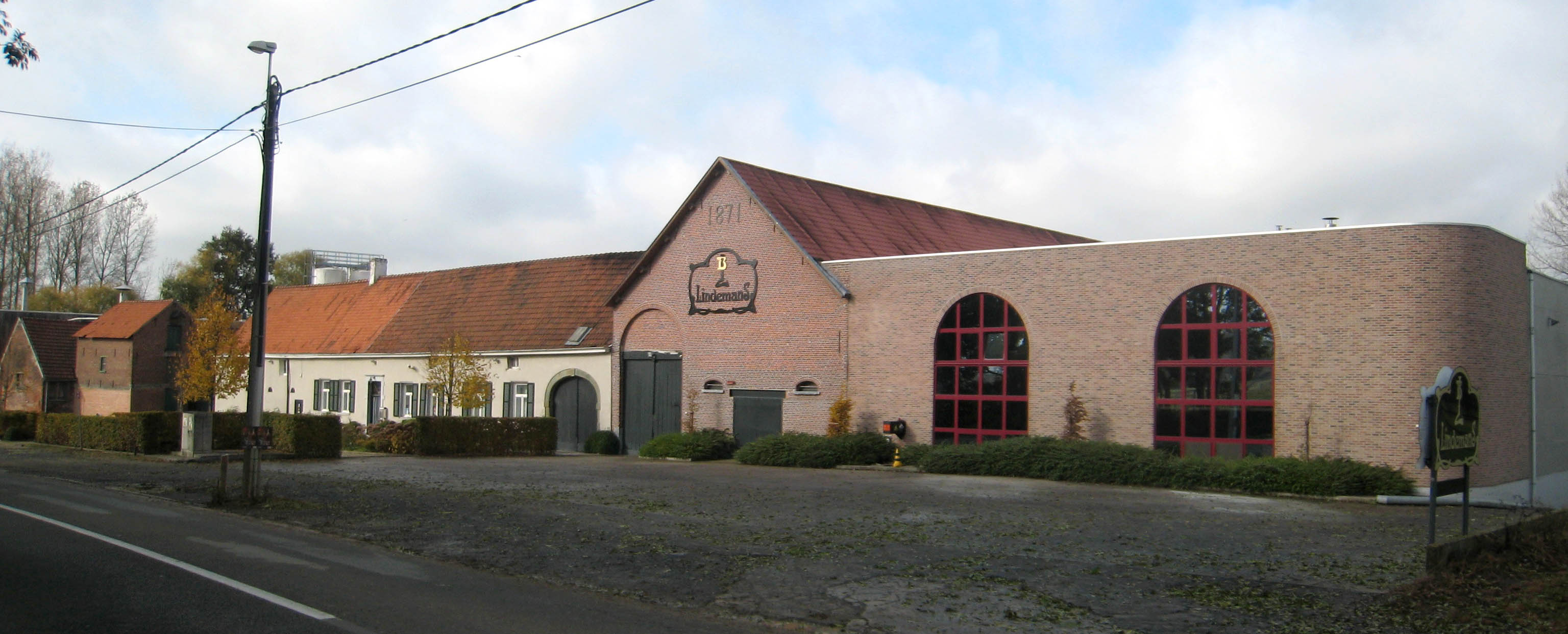
Die Brauerei Lindemans, 2009

Lindemans NV/SA ist eine auf Lambicbier spezialisierte private Traditionsbrauerei im Dorf Vlezenbeek im bäuerlich geprägten Pajottenland und gehört zum so genannten Flämischen Rand um Brüssel; die Ortschaft liegt innerhalb der Gemeinde Sint-Pieters-Leeuw in der belgischen Provinz Flämisch-Brabant. Die Brauerei ist Mitglied der Gesellschaft Belgian Family Brewers. 2012 wurden 85.000 hl Bier gebraut.

## Geschichte
Die Brauerei hat ihren Ursprung im Jahr 1822, als die Familie Lindemans damit begann, in den Wintermonaten auf ihrem Bauernhof in Vlezenbeek Lambicbier zu brauen. Die für den Brauprozess notwendige Gerste und der Weizen wurde auf der Farm selber angebaut. Aufgrund des zunehmenden kommerziellen Erfolgs ihres Bieres gingen die landwirtschaftlichen Aktivitäten des Bauerngehöftes zunehmend zurück, -wurden 1930 ganz eingestellt, und die Brauerei nahm nun im Alleinerwerb die Produktion des Lindemans Kriek und des Lindemans Geuze auf. 1978 kam das Faro hinzu; in den Jahren 1986 und 1987 wurden zusätzlich das Cassis und Pecheresse in das Brau- und Biersortiment neu aufgenommen. Bedingt durch die steigende Nachfrage wurde 1991 – angrenzend an die alte Brauerei – eine neue gebaut; die Produktion konnte hierdurch verdreifacht werden. Die Privatbrauerei befindet sich heute in der siebten Generation im Eigentum der Familie Lindemans. Sie kann nach Anmeldung auch in Führungen besichtigt werden.
Lindemans wird von zahllosen Liebhabern auf der ganzen Welt für seine Lambics und Fruchtbiere geschätzt.

## Sorten

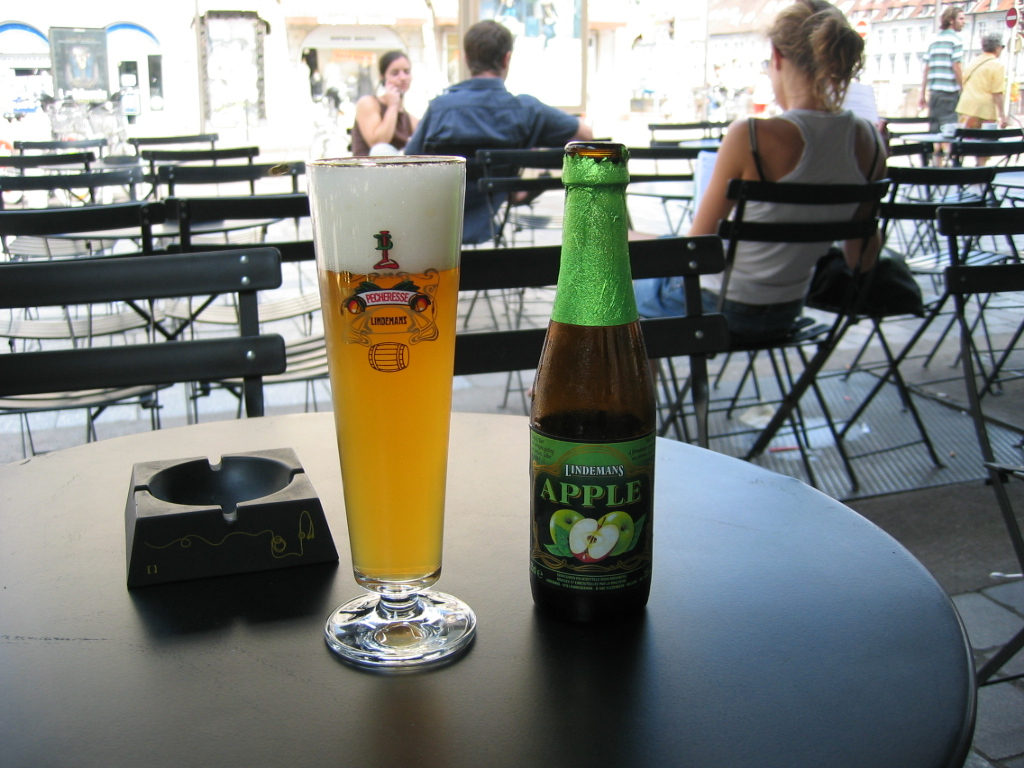
Gastronomieausschank

Neben den Lambics unten bietet der Hersteller mittlerweile auch zwei Sorten Gin, Lindemans Red und Lindemans Clear, an.
- Lindemans Apple (3,5 %)
- Lindemans Faro (4,2 %)
- Lindemans Framboise (2,5 %)
- Lindemans Geuze (5 %)
- Lindemans Kriek (3,5 %)
- Lindemans Cassis (3,5 %)
- Lindemans Pecheresse (2,5 %)
- Lindemans Kriek Cuvée René (6 %)
- Lindemans Gueuze Cuvée René (5,5 %)
- Lindemans SpontanBasil (5,5 %)
- Lindemans BlossomGueuze (6,0 %)
- Lindemans GingerGueuze (6,0 %)

## Fotos

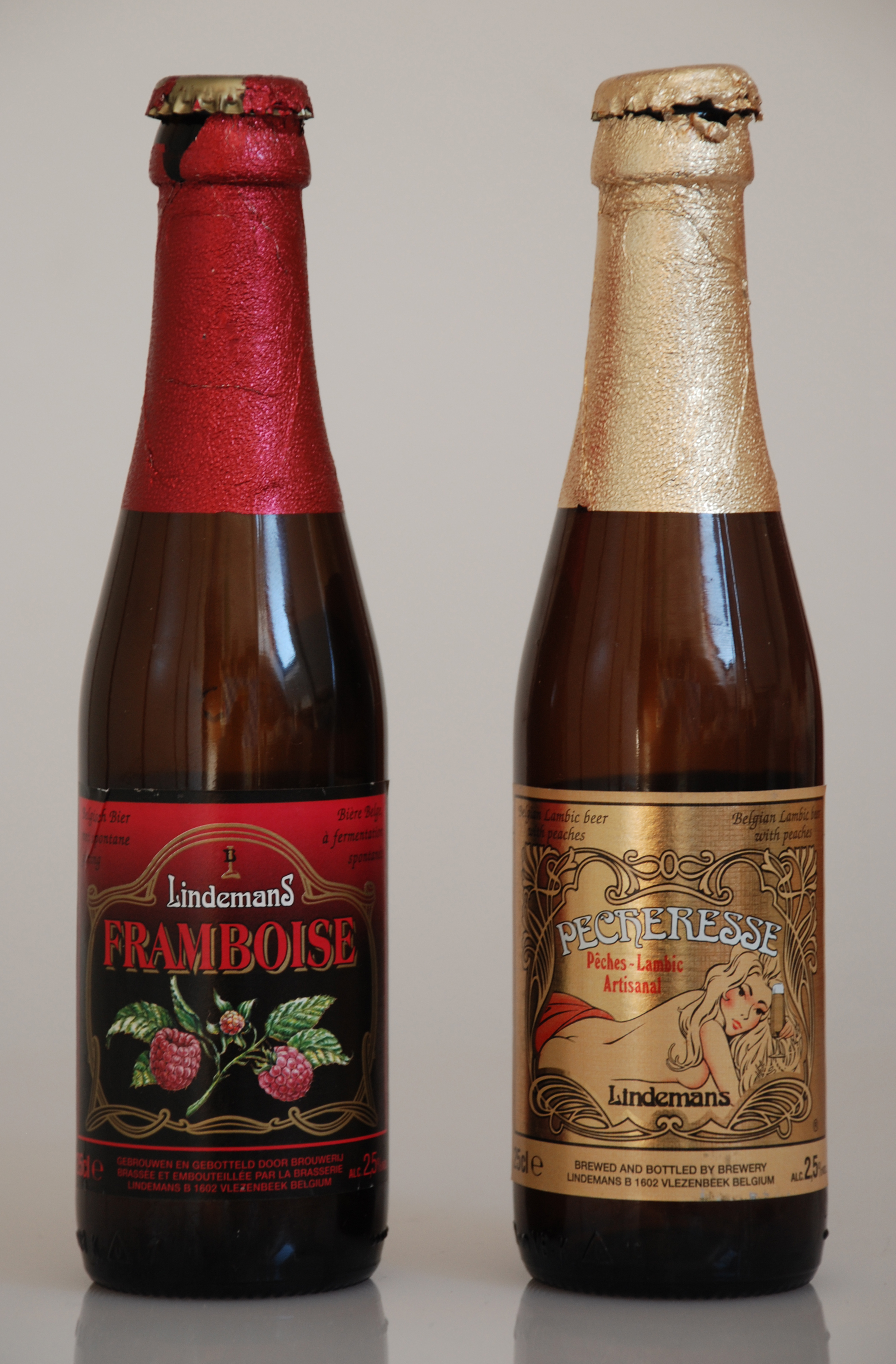
Framboise & Pecheresse
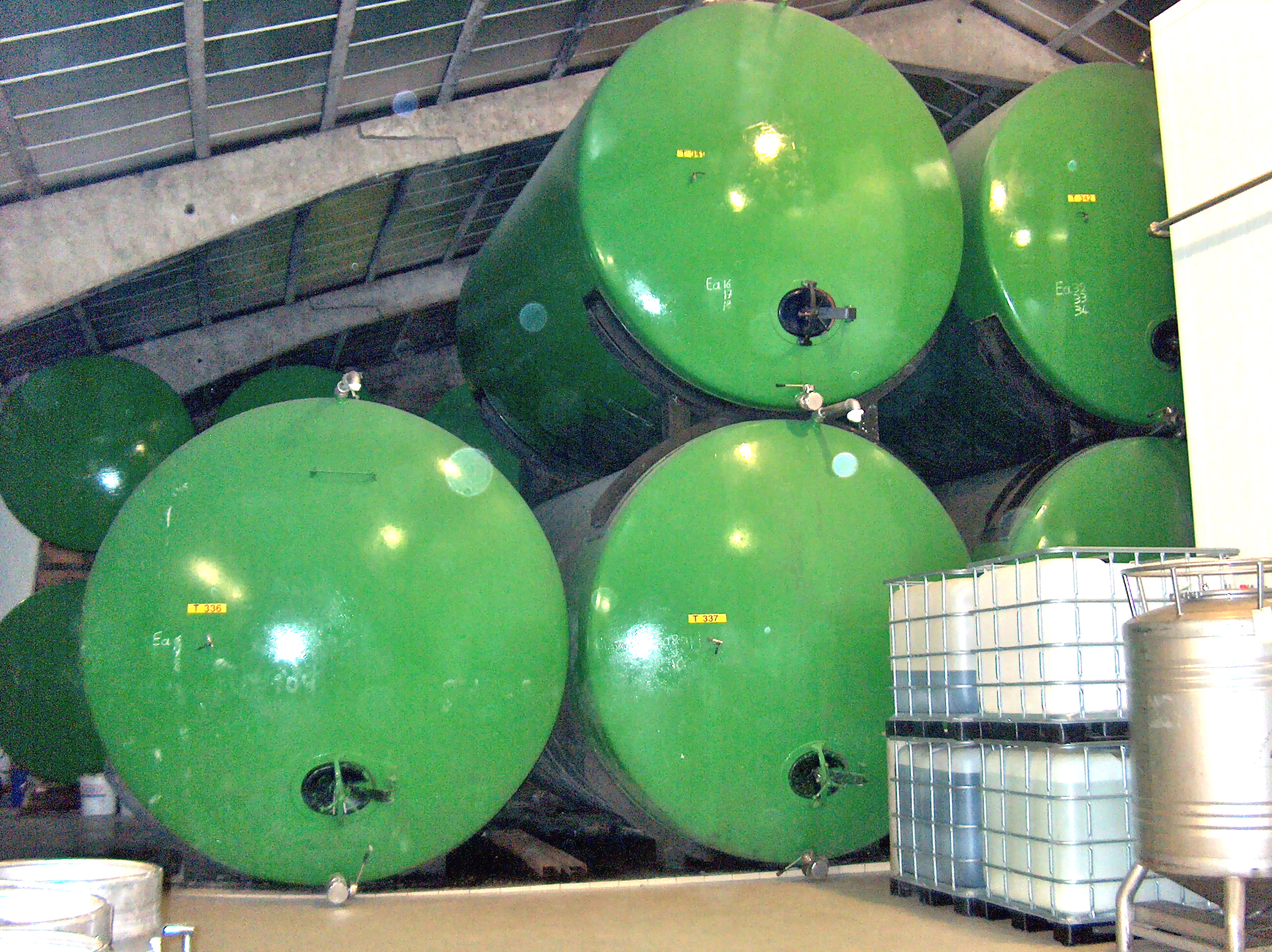
Alu-Braufässer
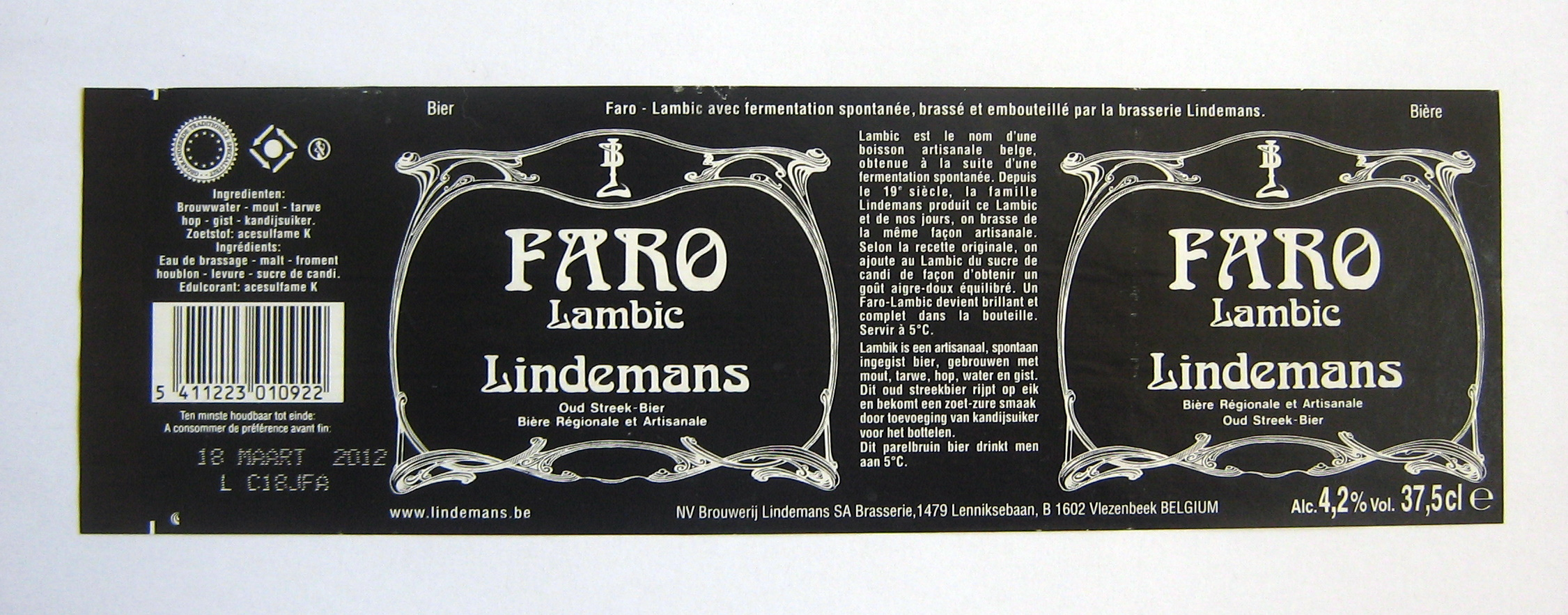
Flaschenlabel Faro
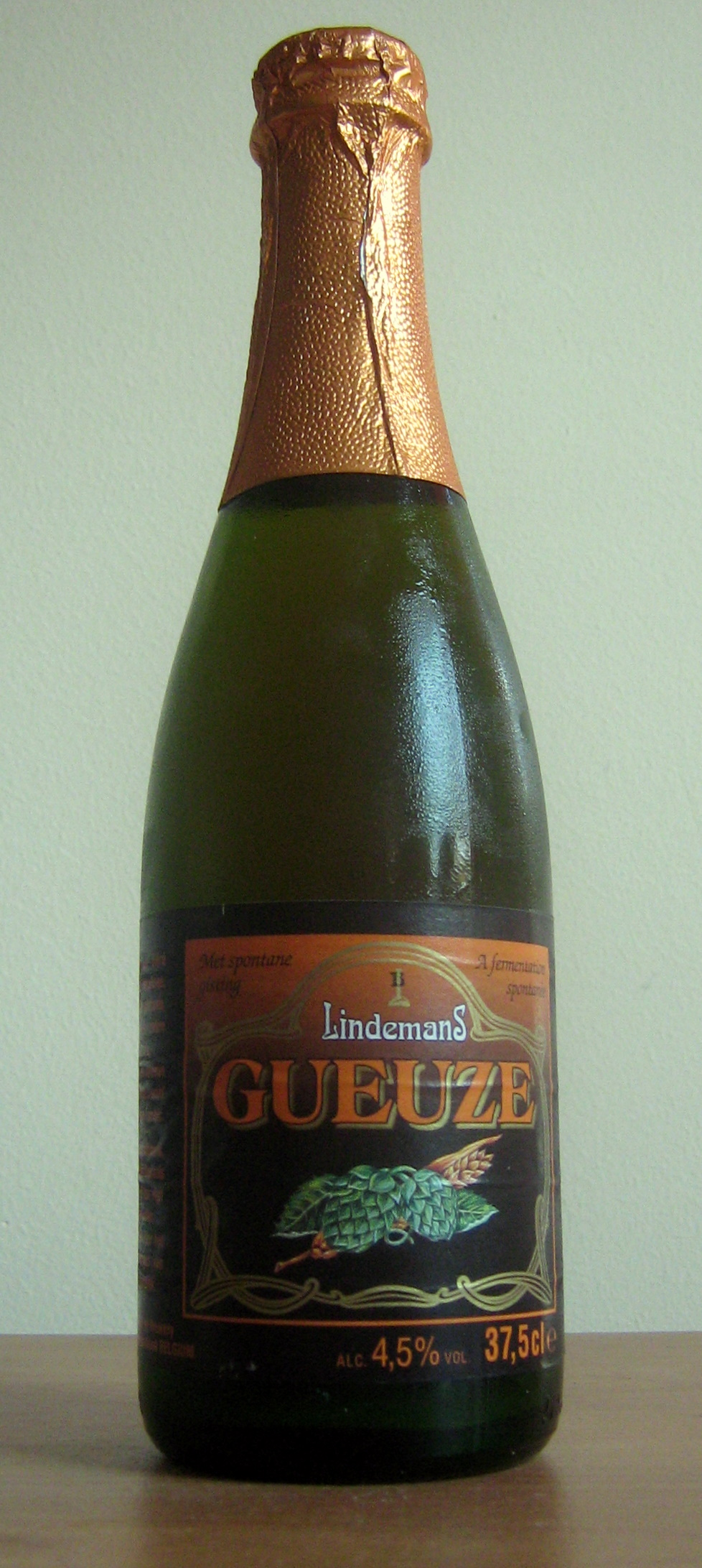
Lindemans Geuze